# Едома

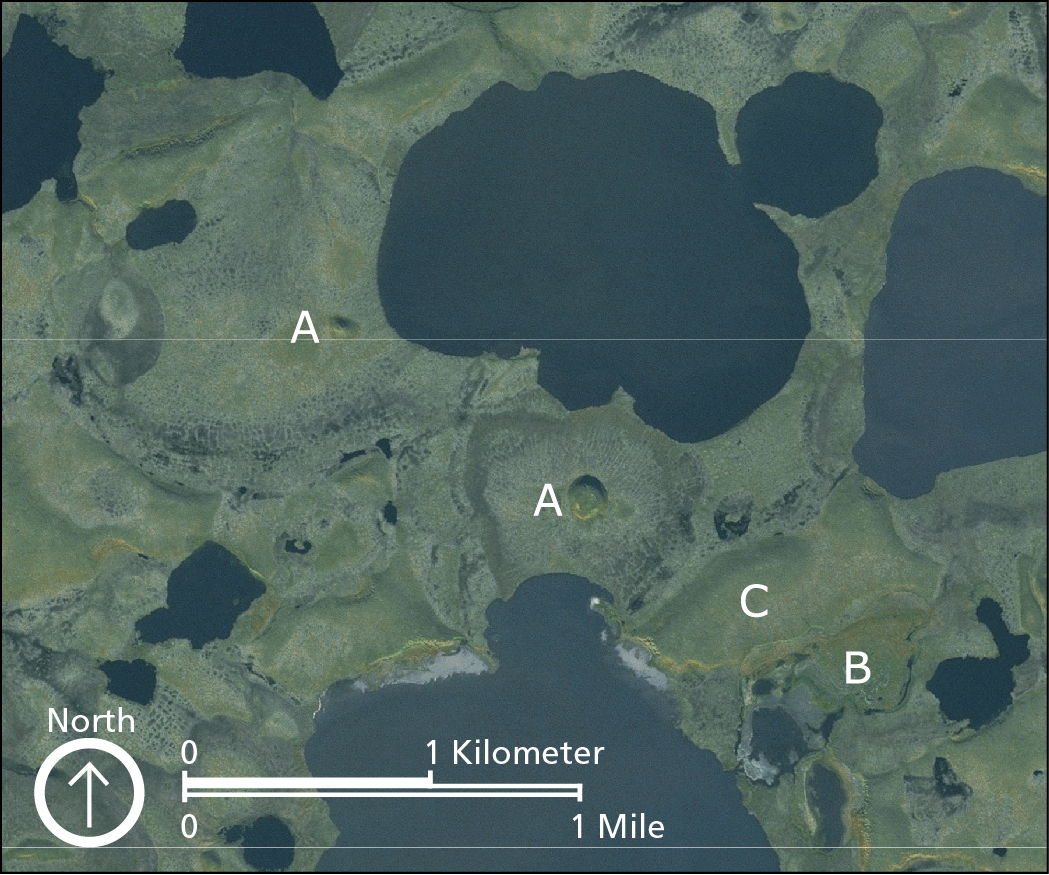
Пример едомы помечен буквой «С»

Е́дома (едомная возвышенность) — плосковершинная возвышенность останцового типа, окружённая аласами, а также тип отложений, их слагающих.
Занимает площади более миллиона км² в Северо-Восточной Сибири. Этот тип отложений содержит органику (2 % углерода), состоит из лёссовидных отложений со льдом (50-90 % льда по объёму). Считается источником парниковых газов. Общее количество парниковых газов (в основном метан), содержащихся в едоме, оценивается в 500 Гт в пересчёте на углерод. Современный выход метана, освобождающегося при таянии едомы, оценивается в 4 Мт/год.
В Архангельской области — лес близ селения, лесная глушь без оленьих пастбищ, отдаленное пустынное место, высокий берег реки, яр над рекой, приподнятое место над низиной, oсухое, хорошее место. Слово отмечено в новгородских грамотах и у И. И. Срезневского [1893, 1] как едма — «болото». Само слово было заимствовано из финно-угорских языков.